# Rivière des Aulnaies (la Belle Rivière)
Pour les articles homonymes, voir Rivière des Aulnaies.
La rivière des Aulnaies est un affluent de la Belle Rivière, coulant la municipalité de Hébertville, dans la municipalité régionale de comté (MRC) de Lac-Saint-Jean-Est, dans la région administrative de Saguenay–Lac-Saint-Jean, dans la province de Québec, au Canada.
La vallée de la rivière des Aulnaies est desservie par la route 169 (reliant Québec à Alma), par le chemin du 2e rang Est, la rue La Barre et le chemin du Rang Saint-Isidore, surtout pour les besoins la foresterie, de l’agriculture et des résidents du secteur.
L'agriculture constitue la principale activité économique de cette vallée ; les activités de village, en second.
La surface de la rivière des Aulnaies est habituellement gelée du début de décembre à la fin mars, toutefois la circulation sécuritaire sur la glace se fait généralement de la mi-décembre à la mi-mars.

## Géographie
Les principaux bassins versants voisins de la rivière des Aulnaies sont :
- côté nord : la Belle Rivière, ruisseau Boivin-Tremblay, rivière Bédard, Petite rivière Bédard, ruisseau Rouge, la Petite Décharge, rivière Saguenay ;
- côté est : lac Kénogamichiche, ruisseau du Pont Flottant, lac Kénogami, rivière Cascouia, rivière Pikauba ;
- côté sud : lac Vert, la Belle Rivière, lac de la Belle Rivière, rivière Métabetchouane, rivière aux Canots, rivière aux Écorces ;
- côté ouest : grand lac Sec, la Belle Rivière, rivière Métabetchouane, ruisseau Vouzier, rivière Couchepaganiche, lac Saint-Jean.

La rivière des Aulnaies tire sa source à l'embouchure du lac Kénogamichiche (longueur : 6,8 km ; altitude : 142 m) en zone agricole dans Hébertville. Cette source est située à :
- 0,26 km au nord du lac Vert ;
- 1,7 km au nord-est de la route 169 ;
- 2,2 km au sud-est du centre du village d’Hébertville ;
- 5,1 km au sud de la confluence de la rivière des Aulnaies et de la Belle Rivière ;
- 3,9 km au sud du cours de la Petite rivière Bédard ;
- 13,3 km au sud-est de la confluence de la Belle Rivière et d’une baie du lac Saint-Jean[3].

À partir de sa source, la rivière des Aulnaies coule sur 5,9 km avec une dénivellation de 19 m, en zone agricole et de village, selon les segments suivants :
- 2,4 km vers le nord-ouest, jusqu'à la décharge (venant du sud-ouest) des lacs Loriset et de la Cognée ;
- 3,3 km vers l’ouest en traversant le village d'Hébertville, courbant vers le nord-ouest jusqu’à son embouchure[3].

La rivière des Aulnaies se déverse sur rive est de la Belle Rivière. Cette confluence est située au Village-de-la-Chute, à :
- 2,8 km au nord-ouest du centre du village de Hébertville ;
- 6,0 km au nord-est du hameau du lac Vouzier ;
- 8,3 km au sud-est de la confluence de la Belle Rivière avec une baie de la rive est du lac Saint-Jean ;
- 17,6 km au sud-est de l'embouchure du lac Saint-Jean (via la Petite Décharge) ;
- 15,1 km au sud du centre-ville d'Alma ;
- 47,1 km au sud-ouest du centre-ville de Chicoutimi (secteur de Saguenay)[3].

À partir de l’embouchure de la rivière des Aulnaies, le courant descend le cours de la Belle Rivière vers le nord-ouest sur 6,1 km, puis traverse la partie est du lac Saint-Jean vers le nord sur 15,4 km, emprunte le cours de la rivière Saguenay via la Petite Décharge sur 172,3 km jusqu’à Tadoussac où il conflue avec l’estuaire du Saint-Laurent.

## Toponymie
Le toponyme « rivière des Aulnaies » a été officialisé le 5 décembre 1968 à la Banque des noms de lieux de la Commission de toponymie du Québec.